# Solitudo Phoenicis
Solitudo Phoenicis  è una caratteristica di albedo della superficie di Mercurio.